# The Skatalites
The Skatalites sono un gruppo musicale ska giamaicano. Agli Skatalites va riconosciuto il merito di aver per primi dato un nome a questa musica in levare, ideata da Ernest Ranglin.
Attivi sin dagli anni sessanta sono tuttora in circolazione anche se nella formazione non sono presenti alcuni dei membri fondatori ormai deceduti. Il nome era un gioco di parole inventato da Tommy McCook ed ispirato dai satelliti spaziali sovietici.
Tra i musicisti che hanno fatto parte della formazione vanno ricordati Don Drummond, Tommy McCook, Rolando Alphonso, Lloyd Brevett, Lloyd Knibb, Lester Sterling, Jah Jerry Haynes, Jackie Mittoo, Johnny Moore, Jackie Opel and Doreen Shaffer.
Le canzoni più famose degli Skatalites comprendono Guns of Navarone, Confucious, Christine Keiler, Malcom X, Eastern Standard Time e Phoenix City.
Gli Skatalites accompagnarono quasi tutti gli artisti più importanti dell’epoca e riscossero enorme successo in Inghilterra col brano The Guns of Navarone. Il nome del gruppo rimane sinonimo del genere ska.

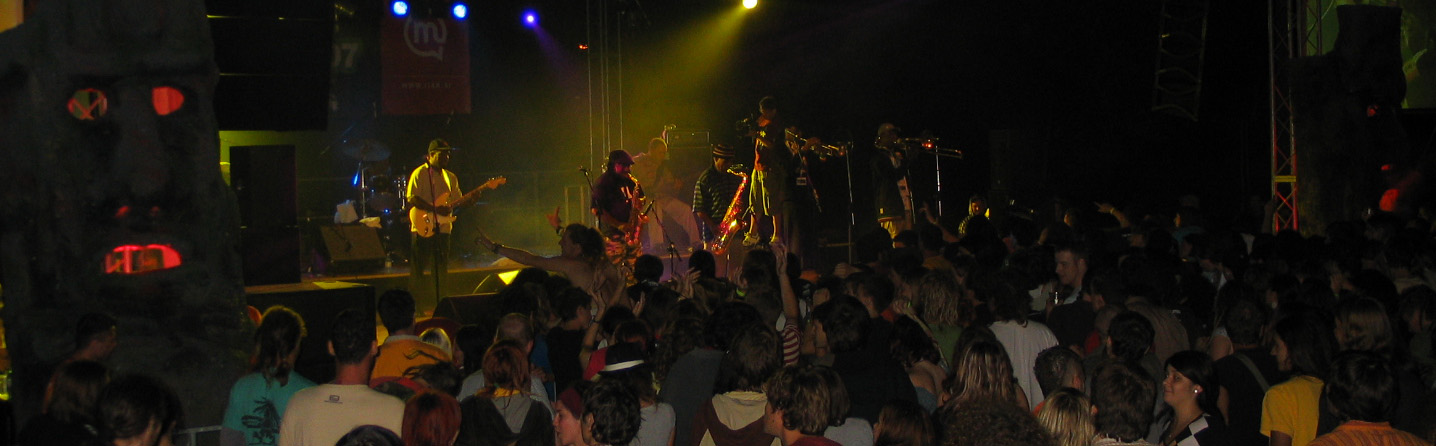
Gli Skatalites dal vivo nel 2007 in Slovenia. Da sinistra: Lloyd Knibb (batteria), Devon James (chitarra), Lester "Ska" Sterling (sax alto), Val Douglas (basso), Karl "Cannonball" Bryan (sax tenore), Kevin Batchelor (tromba) & Vin "Don Drummond Jr." Gordon. (trombone). Ken Stewart (tastiere) è coperto.

## Formazione

### Attuali componentioriginali
- Doreen Shaffer

### Altri componenti
- Tommy McCook
- Rolando Alphonso
- Lloyd Brevett
- Don Drummond
- Jah Jerry Haynes
- Jackie Mittoo
- Johnny Moore
- Jackie Opel

## Discografia
- Ska Authentic (Studio One, 1967)
- Ska Authentic, Vol. 2 (Studio One, 1967)
- African Roots (United Artists, 1978)
- Scattered Lights (Alligator, 1984)
- Return of the Big Guns (Island, 1984)
- With Sly & Robbie & Taxi Gang (Vista, 1984)
- Stretching Out live (ROIR, 1987)
- Hog in a Cocoa (Culture Press, 1993)
- I'm in the Mood for Ska (Trojan, 1993)
- Ska Voovee (Shanachie, 1993)
- Hi-Bop Ska (Shanachie, 1994)
- In the Mood for Ska (Trojan, 1995)
- Greetings from Skamania (Shanachie, 1996)
- The Skatalite! (Jet Set, 1997)
- Ball of Fire (album) (Island, 1998)
- Nucleus of Ska (Music Club, 2001)
- Herb Dub, Collie Dub (Motion, 2001)
- Ska Splash (Moonska, 2002)
- Lucky Seven (album) (2002)
- From Paris With Love (World Village, 2002)
- Celebration (Studio One, 2002)
- Ska-ta-shot (2002)
- In Orbit vol.1(2005)
- On the Right Track (2007)
- All Roads (2012)